# Skate America 2014
Skate America 2014 è stata la prima delle sette competizioni che fanno parte del Grand Prix 2014-2015. Si è svolta dal 24 al 26 ottobre 2014 al Sears Center di Hoffman Estates, in Illinois. Le medaglie sono state assegnate nelle discipline del singolo maschile, singolo femminile, coppie e danza su ghiaccio. I pattinatori migliori hanno guadagnato punti qualificanti per la finale del Grand Prix che si svolgerà a Barcellona, in Spagna.

## Risultati

### Singolo maschile
| Posizione | Nome                       | Nazionalità | Punteggio totale | Programma corto | Programma corto | Programma libero | Programma libero |
| --------- | -------------------------- | ----------- | ---------------- | --------------- | --------------- | ---------------- | ---------------- |
| 1         | Tatsuki Machida            | Giappone    | 269.09           | 1               | 93.39           | 1                | 175.70           |
| 2         | Jason Brown                | Stati Uniti | 234.17           | 3               | 79.75           | 3                | 154.42           |
| 3         | Nam Nguyen                 | Canada      | 232.24           | 7               | 73.71           | 2                | 158.53           |
| 4         | Denïs Ten                  | Kazakistan  | 224.74           | 4               | 77.18           | 4                | 147.56           |
| 5         | Jeremy Abbott              | Stati Uniti | 219.33           | 2               | 81.82           | 6                | 137.51           |
| 6         | Ad'jan Pitkeev             | Russia      | 212.07           | 5               | 76.13           | 7                | 135.94           |
| 7         | Chafik Besseghier          | Francia     | 208.70           | 8               | 73.57           | 8                | 135.13           |
| 8         | Douglas Razzano            | Stati Uniti | 204.48           | 10              | 66.23           | 5                | 138.25           |
| 9         | Artur Gačinskij            | Russia      | 200.13           | 6               | 75.71           | 10               | 124.42           |
| 10        | Michael Christian Martinez | Filippine   | 197.58           | 9               | 72.81           | 9                | 124.77           |
| 11        | Alexei Bychenko            | Israele     | 185.98           | 11              | 64.54           | 12               | 121.44           |
| 12        | Jorik Hendrickx            | Belgio      | 177.43           | 12              | 55.99           | 11               | 121.44           |

### Singolo femminile
| Posizione | Nome                  | Nazionalità   | Punteggio totale | Programma corto | Programma corto | Programma libero | Programma libero |
| --------- | --------------------- | ------------- | ---------------- | --------------- | --------------- | ---------------- | ---------------- |
| 1         | Elena Radionova       | Russia        | 195.47           | 2               | 65.57           | 1                | 129.90           |
| 2         | Elizaveta Tuktamyševa | Russia        | 189.62           | 1               | 67.41           | 2                | 122.21           |
| 3         | Gracie Gold           | Stati Uniti   | 179.38           | 3               | 60.81           | 3                | 118.57           |
| 4         | Samantha Cesario      | Stati Uniti   | 174.58           | 4               | 58.96           | 4                | 115.62           |
| 5         | Park So-youn          | Corea del Sud | 170.43           | 5               | 55.74           | 5                | 114.69           |
| 6         | Mirai Nagasu          | Stati Uniti   | 158.21           | 10              | 49.29           | 6                | 108.92           |
| 7         | Elene Gedevanishvili  | Georgia       | 158.10           | 6               | 55.39           | 9                | 102.71           |
| 8         | Haruka Imai           | Giappone      | 157.97           | 8               | 53.79           | 7                | 104.18           |
| 9         | Maé-Bérénice Méité    | Francia       | 152.71           | 7               | 53.98           | 10               | 98.73            |
| 10        | Brooklee Han          | Australia     | 150.37           | 11              | 47.38           | 8                | 102.99           |
| 11        | Natalija Popova       | Ucraina       | 148.15           | 9               | 50.70           | 11               | 97.45            |

### Coppie
| Posizione | Nome                               | Nazionalità | Punteggio totale | Programma corto | Programma corto | Programma libero | Programma libero |
| --------- | ---------------------------------- | ----------- | ---------------- | --------------- | --------------- | ---------------- | ---------------- |
| 1         | Juko Kavaguti / Aleksandr Smirnov  | Russia      | 209.16           | 1               | 69.16           | 1                | 140.00           |
| 2         | Haven Denney / Brandon Frazier     | Stati Uniti | 183.84           | 3               | 61.08           | 2                | 122.76           |
| 3         | Peng Cheng / Zhang Hao             | Cina        | 182.43           | 2               | 62.38           | 3                | 120.05           |
| 4         | Alexa Scimeca / Chris Knierim      | Stati Uniti | 168.62           | 4               | 60.61           | 4                | 108.01           |
| 5         | Madeline Aaron / Max Settlage      | Stati Uniti | 160.04           | 5               | 58.41           | 5                | 101.63           |
| 6         | Vanessa Grenier / Maxime Deschamps | Canada      | 143.59           | 6               | 51.13           | 6                | 92.46            |
| 7         | Annabelle Prölß / Ruben Blommaert  | Germania    | 136.35           | 7               | 48.87           | 8                | 87.48            |
| 8         | Miriam Ziegler / Severin Kiefer    | Austria     | 135.83           | 8               | 45.27           | 7                | 90.56            |

### Danza su ghiaccio
| Posizione | Nome                                          | Nazionalità | Punteggio totale | Programma corto | Programma corto | Programma libero | Programma libero |
| --------- | --------------------------------------------- | ----------- | ---------------- | --------------- | --------------- | ---------------- | ---------------- |
| 1         | Madison Chock / Evan Bates                    | Stati Uniti | 171.03           | 1               | 68.96           | 1                | 102.07           |
| 2         | Maia Shibutani / Alex Shibutani               | Stati Uniti | 160.33           | 2               | 64.14           | 2                | 96.19            |
| 3         | Aleksandra Stepanova / Ivan Bukin             | Russia      | 143.87           | 3               | 56.37           | 3                | 87.50            |
| 4         | Élisabeth Paradis / François-Xavier Ouellette | Canada      | 137.30           | 8               | 52.11           | 4                | 85.19            |
| 5         | Anastasia Cannuscio / Colin McManus           | Stati Uniti | 135.61           | 5               | 55.14           | 6                | 80.47            |
| 6         | Charlène Guignard / Marco Fabbri              | Italia      | 135.50           | 7               | 54.18           | 5                | 81.32            |
| 7         | Federica Testa / Lukáš Csölley                | Slovacchia  | 131.72           | 4               | 55.63           | 7                | 76.09            |
| 8         | Nicole Orford / Thomas Williams               | Canada      | 128.88           | 6               | 55.10           | 8                | 73.78            |